# Marcin Wasilewski
Marcin Ryszard Wasilewski (pron. ˈmartɕin vaɕiˈlɛvski; Cracovia, 9 giugno 1980) è un ex calciatore polacco, di ruolo difensore.

## Caratteristiche tecniche
È un difensore centrale che può giocare anche come terzino destro.

## Carriera

### Club
Wasilewski inizia la sua carriera nell'Hutnik Cracovia, prima che nel 2000 arrivi l'opportunità del salto di qualità con lo Slask Wroclaw, che lo porta direttamente in massima serie. Non risente poi tanto del cambio di campionato, fornendo ottime prestazioni e totalizzando a fine campionato 25 presenze e un gol. Anche la stagione 2001-02 è molto positiva per il terzino, che colleziona 26 presenze e 4 gol. Nel 2002 lascia i bianco-verdi di Breslavia per il Wisła Płock, senza scendere di categoria: la prima stagione è la migliore con questa maglia - 24 presenze e un gol; le altre due stagioni che trascorre qui vedono diminuire le sue presenze - dapprima 21, poi 15. Passando all'Amica Wronki nel 2005, riprende i suoi abituali standard, con 24 presenze e 4 gol; terminata la stagione, si trasferisce a Poznań per giocare con il Lech: conclude la sua esperienza con 14 presenze e 5 gol - massimo in carriera - a gennaio 2007, quando durante la sessione invernale del mercato passa in Belgio con l'Anderlecht. Al momento, la sua esperienza qui è condita da 34 presenze e 5 gol - cifre accumulatesi in una stagione e mezza - e dalla vincita di 3 titoli: Jupiler League, Supercoppa del Belgio (2007) e Coppa del Belgio (2008).
Domenica 30 agosto 2009 durante la partita tra Anderlecht e Standard Liegi valida per il campionato viene colpito duramente da Axel Witsel, intervento che gli causa la frattura esposta di tibia e perone. Nel marzo 2010 ha annunciato il suo ritorno in campo con l'Anderlecht, che gli ha prolungato il contratto fino al 2013.
Nell'estate 2013, essendo svincolato, firma un contratto con il Leicester City, squadra militante nella seconda divisione inglese, e con questa vince la Football League Championship 2013-2014 venendo promosso in Premier League. Nella stagione seguente, la Premier League 2014-2015, trova una salvezza nelle ultime giornate. Nella stagione successiva, invece, con il nuovo allenatore Claudio Ranieri il club otterrà dei risultati ben diversi. Il 2 maggio 2016 grazie al pareggio per 2-2 del Tottenham secondo in classifica contro il Chelsea, che segue il pareggio del giorno prima dei Foxes contro il Manchester United per 1-1, si laurea campione d'Inghilterra 2015-2016 con il Leicester City.
Il 20 novembre 2020 annuncia il ritiro dal calcio giocato.

### Nazionale
La sua prima partita con la nazionale polacca risale al 20 novembre 2002 (Danimarca-Polonia 2-0). Il 6 gennaio 2006 sigla la sua prima rete, nell'amichevole vinta per 5-2 contro gli Emirati Arabi Uniti.
È stato convocato dal commissario tecnico Leo Benhakker per partecipare al campionato d'Europa 2008, in cui disputa 3 gare. L'8 giugno 2012 esordisce da titolare agli Europei 2012 nella sfida inaugurale contro la Grecia (1-1), collezionando poi altre 2 gare.
La sua ultima partita risale al 26 marzo 2013, nella sfida contro San Marino valida per le qualificazioni al Mondiale 2014, partita vinta per 5-0. In totale ha collezionato 60 presenze e realizzato 2 gol, entrambi in sfide amichevoli.

## Statistiche

### Presenze e reti nei club
Statistiche aggiornate al 20 settembre 2016.
| Stagione              | Squadra               | Campionato            | Campionato | Campionato | Coppe nazionali | Coppe nazionali | Coppe nazionali | Coppe continentali | Coppe continentali | Coppe continentali | Altre coppe | Altre coppe | Altre coppe | Totale | Totale |
| Stagione              | Squadra               | Comp                  | Pres       | Reti       | Comp            | Pres            | Reti            | Comp               | Pres               | Reti               | Comp        | Pres        | Reti        | Pres   | Reti   |
| --------------------- | --------------------- | --------------------- | ---------- | ---------- | --------------- | --------------- | --------------- | ------------------ | ------------------ | ------------------ | ----------- | ----------- | ----------- | ------ | ------ |
| 2005-2006             | Amica Wronki          | EK                    | 24         | 4          | CP              | 1               | 0               | -                  | -                  | -                  | -           | -           | -           | 25     | 4      |
| 2006-gen. 2007        | Lech Poznań           | EK                    | 14         | 5          | CP              | 1               | 0               | Int                | 1                  | 0                  | -           | -           | -           | 16     | 5      |
| gen.-giu. 2007        | Anderlecht            | D1                    | 14         | 2          | CB              | 4               | 0               | UCL                | -                  | -                  | SB          | -           | -           | 18     | 2      |
| 2007-2008             | Anderlecht            | D1                    | 26         | 3          | CB              | 4               | 0               | UCL+CU             | 2+9                | 0+1                | SB          | 1           | 0           | 42     | 4      |
| 2008-2009             | Anderlecht            | D1                    | 28+2       | 8          | CB              | 1               | 0               | UCL                | 1                  | 0                  | SB          | 0           | 0           | 32     | 8      |
| 2009-2010             | Anderlecht            | D1                    | 5+1        | 1          | CB              | 0               | 0               | UCL+UEL            | 4+0                | 0                  | -           | -           | -           | 10     | 1      |
| 2010-2011             | Anderlecht            | D1                    | 13+4       | 2+1        | CB              | 0               | 0               | UCL+UEL            | 0+2                | 0                  | SB          | 0           | 0           | 19     | 3      |
| 2011-2012             | Anderlecht            | D1                    | 25+5       | 3          | CB              | 2               | 0               | UEL                | 8                  | 1                  | -           | -           | -           | 40     | 4      |
| 2012-2013             | Anderlecht            | D1                    | 14+8       | 0          | CB              | 4               | 0               | UCL                | 6                  | 0                  | SB          | 1           | 0           | 33     | 0      |
| Totale Anderlecht     | Totale Anderlecht     | Totale Anderlecht     | 125+20     | 19+1       |                 | 15              | 0               |                    | 32                 | 2                  |             | 2           | 0           | 194    | 22     |
| 2013-2014             | Leicester City        | FLC                   | 31         | 0          | FACup+CdL       | 1+3             | 0               | -                  | -                  | -                  | -           | -           | -           | 35     | 0      |
| 2014-2015             | Leicester City        | PL                    | 25         | 1          | FACup+CdL       | 2+1             | 0               | -                  | -                  | -                  | -           | -           | -           | 28     | 1      |
| 2015-2016             | Leicester City        | PL                    | 4          | 0          | FACup+CdL       | 2+3             | 1+0             | -                  | -                  | -                  | -           | -           | -           | 9      | 1      |
| 2016-2017             | Leicester City        | PL                    | 1          | 0          | FACup+CdL       | 2+1             | 0               | UCL                | 1                  | 0                  | CS          | 0           | 0           | 5      | 0      |
| Totale Leicester City | Totale Leicester City | Totale Leicester City | 61         | 1          |                 | 15              | 1               |                    | 1                  | 0                  |             | 0           | 0           | 77     | 2      |
| 2017-2018             | Wisła Cracovia        | EK                    | 17         | 1          | CP              | 0               | 0               | -                  | -                  | -                  | -           | -           | -           | 17     | 1      |
| 2018-2019             | Wisła Cracovia        | EK                    | 28         | 0          | CP              | 0               | 0               | -                  | -                  | -                  | -           | -           | -           | 28     | 0      |
| 2019-2020             | Wisła Cracovia        | EK                    | 15         | 0          | CP              | 0               | 0               | -                  | -                  | -                  | -           | -           | -           | 15     | 0      |
| Totale Wisla Cracovia | Totale Wisla Cracovia | Totale Wisla Cracovia | 60         | 1          |                 | 0               | 0               |                    | -                  | -                  |             | -           | -           | 60     | 1      |
| Totale carriera       | Totale carriera       | Totale carriera       | 304        | 31         |                 | 32              | 1               |                    | 34                 | 2                  |             | 2           | 0           | 372    | 34     |

### Cronologia presenze e reti in Nazionale
| Cronologia completa delle presenze e delle reti in nazionale ― Polonia | Cronologia completa delle presenze e delle reti in nazionale ― Polonia | Cronologia completa delle presenze e delle reti in nazionale ― Polonia | Cronologia completa delle presenze e delle reti in nazionale ― Polonia | Cronologia completa delle presenze e delle reti in nazionale ― Polonia | Cronologia completa delle presenze e delle reti in nazionale ― Polonia | Cronologia completa delle presenze e delle reti in nazionale ― Polonia | Cronologia completa delle presenze e delle reti in nazionale ― Polonia |
| Data                                                                   | Città                                                                  | In casa                                                                | Risultato                                                              | Ospiti                                                                 | Competizione                                                           | Reti                                                                   | Note                                                                   |
| ---------------------------------------------------------------------- | ---------------------------------------------------------------------- | ---------------------------------------------------------------------- | ---------------------------------------------------------------------- | ---------------------------------------------------------------------- | ---------------------------------------------------------------------- | ---------------------------------------------------------------------- | ---------------------------------------------------------------------- |
| 20-11-2002                                                             | Copenaghen                                                             | Danimarca                                                              | 2 – 0                                                                  | Polonia                                                                | Amichevole                                                             | -                                                                      | 74’                                                                    |
| 11-2-2003                                                              | Spalato                                                                | Polonia                                                                | 3 – 0                                                                  | Macedonia                                                              | Amichevole                                                             | -                                                                      |                                                                        |
| 2-4-2003                                                               | Ostrowiec Świętokrzyski                                                | Polonia                                                                | 5 – 0                                                                  | San Marino                                                             | Qual. Euro 2004                                                        | -                                                                      | 64’                                                                    |
| 11-12-2003                                                             | Ta' Qali                                                               | Malta                                                                  | 0 – 4                                                                  | Polonia                                                                | Amichevole                                                             | -                                                                      | 46’                                                                    |
| 14-12-2003                                                             | Ta' Qali                                                               | Lituania                                                               | 1 – 3                                                                  | Polonia                                                                | Amichevole                                                             | -                                                                      | 46’                                                                    |
| 21-2-2004                                                              | San Fernando                                                           | Fær Øer                                                                | 0 – 6                                                                  | Polonia                                                                | Amichevole                                                             | -                                                                      |                                                                        |
| 16-11-2005                                                             | Ostrowiec Świętokrzyski                                                | Polonia                                                                | 3 – 1                                                                  | Estonia                                                                | Amichevole                                                             | -                                                                      | 51’                                                                    |
| 14-5-2006                                                              | Wronki                                                                 | Polonia                                                                | 4 – 0                                                                  | Fær Øer                                                                | Amichevole                                                             | -                                                                      | 46’                                                                    |
| 2-9-2006                                                               | Bydgoszcz                                                              | Polonia                                                                | 1 – 3                                                                  | Finlandia                                                              | Qual. Euro 2008                                                        | -                                                                      |                                                                        |
| 6-9-2006                                                               | Varsavia                                                               | Polonia                                                                | 1 – 1                                                                  | Serbia                                                                 | Qual. Euro 2008                                                        | -                                                                      | 72’                                                                    |
| 15-11-2006                                                             | Bruxelles                                                              | Belgio                                                                 | 0 – 1                                                                  | Polonia                                                                | Qual. Euro 2008                                                        | -                                                                      |                                                                        |
| 6-12-2006                                                              | Abu Dhabi                                                              | Emirati Arabi Uniti                                                    | 2 – 5                                                                  | Polonia                                                                | Amichevole                                                             | 1                                                                      | Cap. 67’                                                               |
| 7-2-2007                                                               | Jerez de la Frontera                                                   | Slovacchia                                                             | 2 – 2                                                                  | Polonia                                                                | Amichevole                                                             | -                                                                      |                                                                        |
| 24-3-2007                                                              | Varsavia                                                               | Polonia                                                                | 5 – 0                                                                  | Azerbaigian                                                            | Qual. Euro 2008                                                        | -                                                                      |                                                                        |
| 28-3-2007                                                              | Kielce                                                                 | Polonia                                                                | 1 – 0                                                                  | Armenia                                                                | Qual. Euro 2008                                                        | -                                                                      |                                                                        |
| 2-6-2007                                                               | Baku                                                                   | Azerbaigian                                                            | 1 – 3                                                                  | Polonia                                                                | Qual. Euro 2008                                                        | -                                                                      | 80’                                                                    |
| 6-6-2007                                                               | Erevan                                                                 | Armenia                                                                | 1 – 0                                                                  | Polonia                                                                | Qual. Euro 2008                                                        | -                                                                      |                                                                        |
| 22-8-2007                                                              | Mosca                                                                  | Russia                                                                 | 2 – 2                                                                  | Polonia                                                                | Amichevole                                                             | -                                                                      | 46’                                                                    |
| 8-9-2007                                                               | Lisbona                                                                | Portogallo                                                             | 2 – 2                                                                  | Polonia                                                                | Qual. Euro 2008                                                        | -                                                                      | 29’                                                                    |
| 13-10-2007                                                             | Varsavia                                                               | Polonia                                                                | 3 – 1                                                                  | Kazakistan                                                             | Qual. Euro 2008                                                        | -                                                                      | 46’                                                                    |
| 17-10-2007                                                             | Łódź                                                                   | Polonia                                                                | 0 – 1                                                                  | Ungheria                                                               | Amichevole                                                             | -                                                                      | 83’                                                                    |
| 17-11-2007                                                             | Chorzów                                                                | Polonia                                                                | 2 – 0                                                                  | Belgio                                                                 | Qual. Euro 2008                                                        | -                                                                      |                                                                        |
| 21-11-2007                                                             | Belgrado                                                               | Serbia                                                                 | 2 – 2                                                                  | Polonia                                                                | Qual. Euro 2008                                                        | -                                                                      |                                                                        |
| 6-2-2008                                                               | Praga                                                                  | Rep. Ceca                                                              | 0 – 2                                                                  | Polonia                                                                | Amichevole                                                             | -                                                                      |                                                                        |
| 26-3-2008                                                              | Cracovia                                                               | Polonia                                                                | 0 – 3                                                                  | Stati Uniti                                                            | Amichevole                                                             | -                                                                      | 37’                                                                    |
| 27-5-2008                                                              | Scutari                                                                | Albania                                                                | 0 – 1                                                                  | Polonia                                                                | Amichevole                                                             | -                                                                      | 64’                                                                    |
| 1-6-2008                                                               | Chorzów                                                                | Polonia                                                                | 1 – 1                                                                  | Danimarca                                                              | Amichevole                                                             | -                                                                      |                                                                        |
| 8-6-2008                                                               | Klagenfurt                                                             | Polonia                                                                | 0 – 2                                                                  | Germania                                                               | Euro 2008 - 1º turno                                                   | -                                                                      |                                                                        |
| 12-6-2008                                                              | Vienna                                                                 | Austria                                                                | 1 – 1                                                                  | Polonia                                                                | Euro 2008 - 1º turno                                                   | -                                                                      | 58’                                                                    |
| 16-6-2008                                                              | Klagenfurt                                                             | Polonia                                                                | 0 – 1                                                                  | Croazia                                                                | Euro 2008 - 1º turno                                                   | -                                                                      |                                                                        |
| 6-9-2008                                                               | Varsavia                                                               | Polonia                                                                | 1 – 1                                                                  | Slovenia                                                               | Qual. Mondiali 2010                                                    | -                                                                      |                                                                        |
| 11-10-2008                                                             | Cracovia                                                               | Polonia                                                                | 2 – 1                                                                  | Rep. Ceca                                                              | Qual. Mondiali 2010                                                    | -                                                                      |                                                                        |
| 15-10-2008                                                             | Bratislava                                                             | Slovacchia                                                             | 2 – 1                                                                  | Polonia                                                                | Qual. Mondiali 2010                                                    | -                                                                      |                                                                        |
| 19-11-2008                                                             | Dublino                                                                | Irlanda                                                                | 2 – 3                                                                  | Polonia                                                                | Amichevole                                                             | -                                                                      |                                                                        |
| 11-2-2009                                                              | Vila Real de Santo António                                             | Galles                                                                 | 0 – 1                                                                  | Polonia                                                                | Amichevole                                                             | -                                                                      |                                                                        |
| 28-3-2009                                                              | Belfast                                                                | Irlanda del Nord                                                       | 3 – 2                                                                  | Polonia                                                                | Qual. Mondiali 2010                                                    | -                                                                      | 86’                                                                    |
| 1-4-2009                                                               | Kielce                                                                 | Polonia                                                                | 10 – 0                                                                 | San Marino                                                             | Qual. Mondiali 2010                                                    | -                                                                      |                                                                        |
| 12-8-2009                                                              | Bydgoszcz                                                              | Polonia                                                                | 2 – 0                                                                  | Grecia                                                                 | Amichevole                                                             | -                                                                      | 86’                                                                    |
| 2-9-2011                                                               | Varsavia                                                               | Polonia                                                                | 1 – 1                                                                  | Messico                                                                | Amichevole                                                             | -                                                                      |                                                                        |
| 6-9-2011                                                               | Danzica                                                                | Polonia                                                                | 2 – 2                                                                  | Germania                                                               | Amichevole                                                             | -                                                                      |                                                                        |
| 7-10-2011                                                              | Seul                                                                   | Corea del Sud                                                          | 2 – 2                                                                  | Polonia                                                                | Amichevole                                                             | -                                                                      | 80’                                                                    |
| 11-10-2011                                                             | Wiesbaden                                                              | Polonia                                                                | 2 – 0                                                                  | Bielorussia                                                            | Amichevole                                                             | -                                                                      |                                                                        |
| 11-11-2011                                                             | Breslavia                                                              | Polonia                                                                | 0 – 2                                                                  | Italia                                                                 | Amichevole                                                             | -                                                                      | 69’                                                                    |
| 15-11-2011                                                             | Poznań                                                                 | Polonia                                                                | 2 – 1                                                                  | Ungheria                                                               | Amichevole                                                             | -                                                                      |                                                                        |
| 29-2-2012                                                              | Varsavia                                                               | Polonia                                                                | 0 – 0                                                                  | Portogallo                                                             | Amichevole                                                             | -                                                                      |                                                                        |
| 22-5-2012                                                              | Klagenfurt am Wörthersee                                               | Lettonia                                                               | 0 – 1                                                                  | Polonia                                                                | Amichevole                                                             | -                                                                      |                                                                        |
| 26-5-2012                                                              | Varsavia                                                               | Polonia                                                                | 1 – 0                                                                  | Slovacchia                                                             | Amichevole                                                             | -                                                                      |                                                                        |
| 2-6-2012                                                               | Varsavia                                                               | Polonia                                                                | 4 – 0                                                                  | Andorra                                                                | Amichevole                                                             | 1                                                                      |                                                                        |
| 8-6-2012                                                               | Varsavia                                                               | Polonia                                                                | 1 – 1                                                                  | Grecia                                                                 | Euro 2012 - 1º turno                                                   | -                                                                      |                                                                        |
| 12-6-2012                                                              | Varsavia                                                               | Polonia                                                                | 1 – 1                                                                  | Russia                                                                 | Euro 2012 - 1º turno                                                   | -                                                                      |                                                                        |
| 16-6-2012                                                              | Breslavia                                                              | Polonia                                                                | 0 – 1                                                                  | Rep. Ceca                                                              | Euro 2012 - 1º turno                                                   | -                                                                      | 61’                                                                    |
| 15-8-2012                                                              | Tallinn                                                                | Estonia                                                                | 1 – 0                                                                  | Polonia                                                                | Amichevole                                                             | -                                                                      |                                                                        |
| 7-9-2012                                                               | Podgorica                                                              | Montenegro                                                             | 2 – 2                                                                  | Polonia                                                                | Qual. Mondiali 2014                                                    | -                                                                      |                                                                        |
| 11-9-2012                                                              | Breslavia                                                              | Polonia                                                                | 2 – 0                                                                  | Moldavia                                                               | Qual. Mondiali 2014                                                    | -                                                                      | 55’                                                                    |
| 12-10-2012                                                             | Varsavia                                                               | Polonia                                                                | 1 – 0                                                                  | Sudafrica                                                              | Amichevole                                                             | -                                                                      | cap.                                                                   |
| 17-10-2012                                                             | Varsavia                                                               | Polonia                                                                | 1 – 1                                                                  | Inghilterra                                                            | Amichevole                                                             | -                                                                      | cap.                                                                   |
| 14-11-2012                                                             | Danzica                                                                | Polonia                                                                | 1 – 3                                                                  | Uruguay                                                                | Amichevole                                                             | -                                                                      | cap. 25’                                                               |
| 6-2-2013                                                               | Dublino                                                                | Irlanda                                                                | 0 – 2                                                                  | Polonia                                                                | Amichevole                                                             | -                                                                      | 46’                                                                    |
| 22-3-2013                                                              | Varsavia                                                               | Polonia                                                                | 1 – 3                                                                  | Ucraina                                                                | Qual. Mondiali 2014                                                    | -                                                                      |                                                                        |
| 26-3-2013                                                              | Varsavia                                                               | Polonia                                                                | 5 – 0                                                                  | San Marino                                                             | Qual. Mondiali 2014                                                    | -                                                                      | 87’                                                                    |
| Totale                                                                 |                                                                        | Presenze                                                               | 60                                                                     |                                                                        | Reti                                                                   | 2                                                                      |                                                                        |

## Palmarès

### Club

#### Competizioni nazionali
- Campionato belga: 4

Anderlecht: 2006-2007, 2009-2010, 2011-2012, 2012-2013
- Coppa del Belgio: 1

Anderlecht: 2007-2008
- Supercoppa del Belgio: 3

Anderlecht: 2007, 2010, 2012
- Football League Championship: 1

Leicester City: 2013-2014
- Campionato inglese: 1

Leicester City: 2015-2016